# الحرب الدنماركية السويدية (1501–1512)
كانت الحرب الدنماركية السويدية في الفترة من 1501 إلى 1512 صراعًا عسكريًا بين الدنمارك والسويد داخل اتحاد كالمار.
بدأت الحرب مع تمرد سويدي ونرويجي ضد الملك جون وحصار الملكة كريستينا في قلعتها في ستوكهولم التي تسيطر عليها الدنمارك. تم سحق الثورة النرويجية في عام 1504.
اشتد القتال في عامي 1509 و1510 عندما ساعدت مدينة لوبيك الألمانية والرابطة الهانزية السويد على احتلال كالمار وبورغهولم الدنماركية. قاتلت البحرية الدنماركية، التي أنشئت مؤخرًا، القوات البحرية الهانزية السويدية المشتركة في ناكسكوف وبورنهولم في 1510 و1511. وفي أبريل 1512، تم توقيع اتفاقية سلام في مالمو.

## الأدب
- George Childs Kohn (Hrsg.): Dictionary of Wars, page 142f. Routledge 2013
- Hanno Brand (ed.): Trade, Diplomacy and Cultural Exchange – Continuity and Change in the North Sea Area and the Baltic 1350–1750, page 115ff. Uitgeverij Verloren, Hilversum 2005
- Franklin Daniel Scott: Sweden, the Nation's History, page 99ff. SIU Press, 1988